# Арсений (Лысов)
Епи́скоп Арсе́ний (в миру Ани́сим Фили́ппович Лы́сов; 1885, Теленешты, Оргеевский уезд, Бессарабская губерния — 8 июля 1960, село Анновка, Тарутинский район, Одесская область) — епископ Русской православной старообрядческой церкви, епископ Измаильский.

## Биография
Родился в 1885 году в селе Теленешты Оргеевского уезда Бессарабской губернии (ныне — Республика Молдова) в старообрядческой крестьянской семье.
В 1901—1907 годы был пономарём при церкви в Теленештах. 30 мая 1912 года епископом Балтовским и Одесским Кириллом (Политовым) рукоположён в сан священника к той же церкви. В 1919 году епископом Иннокентием (Усовым) переведён из Теленешт на хутор Анновка, в 1929 году переведён им же в Вилково.
Овдовел. 2 февраля 1940 года по поручению митрополита Силуана епископ Иннокентий (Усов) и епископ Тульчинский Савватий рукоположили его в архиерейский сан на Измаильскую кафедру.
В конце июля того же года Измаил со всей Бессарабией отошёл к СССР, и Измаильская епархия перешла в подчинение Московского архиепископа. В августе того же года была образована Аккерманская область, к которой относился и Измаил, затем, 7 декабря того же 1940 года, она была переименована в Измаильскую с центром в Измаиле. Епископ Арсений остался в Измаиле, став советским подданным. С июля 1941-го по 26 августа 1944 года город был оккупирован немецкими и румынскими войсками. После его освобождения епископ Арсений также проживал в Измаиле.
В начале 1943 года единолично рукоположил в сан епископа для старообрядцев оккупированной немцами Украины (Губернаторства Транснистрии) игумена одного из липованских монастырей Сергия, за что в августе 1943 года на архиерейском Соборе в Яссах ему объявлено было порицание с предупреждением впредь «избегать нарушения правил Святой Церкви».
2 сентября 1945 года решением Совета Московской архиепископии был утверждён на Измаильской кафедре. «По освобождении указанных [Измаильской и Кишинёвской] епархий от немцев, — говорилось в постановлении, — сочувствуя и отечески заботясь о благосостоянии народа и пастырей, <…> настоящим определяем: епископу Арсению управлять Измаильской епархией, а вновь возводимому епископу Иосифу (Моржакову) поручить управление Киевской, Одесской и Кишинёвской епархией и всею Украиной».
В письме епископа Кишинёвского Иосифа, адресованном архиепископу Московскому и всея Руси Иринарху (Парфёнову), сохранилось сообщение о приезде епископа Арсения в Кишинёв в мае 1946 года, их совместном служении, а также короткое описание его внешности: «Наружный вид еп. Арсения: росту… больше среднего, тучный, полный, немного рябоватый, борода маленькая и редкая, чёрная с проседью, на голове волос очень мало, лысый, шляпу никогда не носит, а везде и всюду в камилавке и с жезлом в руках. В дорогу надевает подрясник из дешёвого бумажного материала, который не настолько изношен, но настолько загрязнён и засален, что оттого даже блестит. В разговорах мало принимает участие, как будто ничем не интересуется, если что и скажет, только: „да“, „да“. Хотя мало и редко говорит, но видно, что он уважает писателя Пушкина, которого он иногда цитирует».
Вскоре у епископа Арсения стали проявляться признаки серьёзной болезни, ему поставили три диагноза: атеросклероз, миокардит, неврастения. 3 апреля 1947 года он обратился к священству и мирянам Измаильской епархии с заявлением о том, что не в состоянии осуществлять управление, и благословил их обратиться в Московскую архиепископию с ходатайством назначить на его кафедру заместителя. К тому времени к Измаильской епархии относились приходы двух храмов в Измаиле, города Вилково, сёл Коса, Килия, Старая и Новая Некрасовка, Приморское, Муравлёвка, Корячка. По свидетельству командированного в Измаил ответственного секретаря архиепископии К. А. Абрикосова, епископ Арсений не мог связно выстроить речь, на один и тот же вопрос давал противоположные ответы, с трудом писал, мог отстоять только часть службы.
В апреле того же года решением архиерейского совета на основании правила 78 святых апостол освобождён от управления епархией без лишения права совершать святительские богослужения, а временное управление приходами поручено было епископу Кишинёвскому Иосифу.
С марта 1946 года по день смерти 18 июля 1960 года по настоятельной рекомендации властей находился безвыездно в селе Анновка у сына с запретом священнодействовать и кого-либо рукополагать. Получал пособие от епархии. Умер 8 июля 1960 года. Похоронен 10 июля.